# Cauayan (Negros Occidental)
Cauayan is een gemeente in de Filipijnse provincie Negros Occidental. Bij de laatste census in 2007 had de gemeente bijna 94 duizend inwoners.

## Geografie

### Bestuurlijke indeling
Cauayan is onderverdeeld in de volgende 25 barangays:
| - Abaca - Baclao - Poblacion - Basak - Bulata - Caliling - Camalanda-an - Camindangan - Elihan - Guiljungan - Inayawan - Isio - Linaon | - Lumbia - Mambugsay - Man-Uling - Masaling - Molobolo - Sura - Talacdan - Tambad - Tiling - Tomina - Tuyom - Yao-yao |

## Demografie
Cauayan had bij de census van 2007 een inwoneraantal van 93.569 mensen. Dit zijn 4.959 mensen (5,6%) meer dan bij de vorige census van 2000. De gemiddelde jaarlijkse groei komt daarmee uit op 0,75%, hetgeen lager is dan het landelijk jaarlijks gemiddelde over deze periode (2,04%). Vergeleken met de census van 1995 is het aantal mensen met 9.410 (11,2%) toegenomen.

## Geboren
- Angel Alcala (1929-2023), herpetoloog en wetenschapper